# A Cruz (Río)
A Cruz es un lugar situado en la parroquia de Villardá, del municipio español de Río, en la provincia de Orense, Galicia.

## Demografía
| Gráfica de evolución demográfica de A Cruz entre 2000 y 2023 |
|                                                              |
| Datos según el nomenclátor publicado por el INE.             |